# Ramokgonami
Ramokgonami è un villaggio del Botswana situato nel distretto Centrale, sottodistretto di Mahalapye. Il villaggio, secondo il censimento del 2011, conta 4.486 abitanti.

## Località
Nel territorio del villaggio sono presenti le seguenti 10 località:
- Borotsi di 27 abitanti,
- Isheshane di 13 abitanti,
- Mmamonyeke di 11 abitanti,
- Mmasedie,
- Molapong di 22 abitanti,
- Molapong di 9 abitanti,
- Mosesane di 6 abitanti,
- Nakalakolobe di 8 abitanti,
- Rammela di 3 abitanti,
- Sekgarapana di 11 abitanti